# Ходуля, Илья Викторович
Илья́ Ви́кторович Ходу́ля (укр. Ілля Вікторович Ходуля; род. 16 июня 1989, Запорожье) — украинский футболист, защитник

## Биография

### Ранние годы
Воспитанник ДЮСШ города Орджоникидзе и запорожского «Металлурга». В 2002—2003 и 2006 годах провёл 25 матчей и забил 1 гол в чемпионате ДЮФЛ. С мая по июль 2007 года сыграл 6 встреч за кировоградскую «Звезду» в чемпионате ААФУ, а с июня по ноябрь того же года провёл 16 поединков в составе орджоникидзевского «Авангарда» в чемпионате Днепропетровской области.

### Клубная карьера
3 апреля 2008 года дебютировал на профессиональном уровне за «Металлург-2» в выездном матче Второй лиги против клуба «Сумы». Всего за фарм-клуб запорожского «Металлурга» сыграл 8 встреч. Вторую половину года провёл снова в любительском «Авангарде» из Орджоникидзе, за который сыграл в 9 поединках и забил 1 мяч в чемпионате области.
В начале 2009 года перешёл в молдавский клуб «Нистру» (Атаки), в составе которого провёл 8 матчей в Национальном дивизионе. В начале августа того же года пополнил ряды могилёвского «Днепра», однако в чемпионате за него так ни разу и не сыграл, проведя лишь 11 встреч за дублирующий состав команды.
В начале 2010 года пополнил ряды клуба «Горняк-Спорт» (Комсомольск), за который сыграл 9 матчей во Второй лиге и 3 встречи в первом и единственном розыгрыше Кубка украинской лиги, приняв, в том числе, участие в финальном поединке против винницкой «Нивы». Во второй половине года выступал в составе также второлигового донецкого «Олимпика», провёл 14 матчей в первенстве, чем помог команде по итогам сезона стать победителем турнира с завоеванием права на повышение в классе.
В сезоне 2011/12 выступал за днепродзержинскую «Сталь», сыграл 21 матч в первенстве и 2 поединка в Кубке Украины. В июле 2012 года пополнил ряды криворожского «Горняка», за который затем выступал на протяжении трёх сезонов, проведя за это время 57 матчей (в которых забил 1 гол) в лиге и 3 встречи в Кубке. В сезоне 2013/14 помог команде занять во Второй лиге 4-е место, которое дало право на повышение в классе, благодаря чему в следующем сезоне Ходуля дебютировал в Первой лиге, где, однако, сыграл только в двух поединках.
В июне 2015 года перешёл в «Ингулец», в состав которого сначала был заявлен для выступлений в любительских турнирах, где провёл 3 матча и забил 2 мяча в чемпионате ААФУ, а затем продолжил играть за клуб из Петрово и на профессиональном уровне во Второй лиге. В течение 2017—2019 годов выступал за клубы: «Кремень» и «Полесье».
Сезон 2019/20 провёл в армянской команде «Локомотив» (Ереван), с которой в первой лиге успешно боролся за выход в высший дивизион, но впоследствии команду дисквалифицировали за участие в организации договорных матчей. Сам игрок был пожизненно отстранен Федерацией футбола Армении от любой деятельности, связанной с футболом на территории Армении), однако уже в конце июля 2021 года он был оправдан Спортивным арбитражным судом в Лозанне.
В августе 2020 подписал контракт с футбольным клубом «Перемога».

## Достижения
- Победитель Второй лиги Украины: 2010/11
- Финалист Кубка украинской лиги: 2009/10

## Статистика
| Клуб                    | Лига                  | Сезон   | Чемпионат | Чемпионат | Кубок | Кубок | Прочее | Прочее |
| Клуб                    | Лига                  | Сезон   | Игры      | Голы      | Игры  | Голы  | Игры   | Голы   |
| ----------------------- | --------------------- | ------- | --------- | --------- | ----- | ----- | ------ | ------ |
| Звезда (Кировоград)     | ААФУ                  | 2007    | 6         | 0         |       |       |        |        |
| Металлург-2 (Запорожье) | Вторая лига           | 2007/08 | 8         | 0         |       |       |        |        |
| Нистру (Атаки)          | Национальный дивизион | 2008/09 | 8         | 0         |       |       |        |        |
| Днепр (Могилёв)         | Высшая лига           | 2009    |           |           |       |       | 11     | 0      |
| Горняк-Спорт            | Вторая лига           | 2009/10 | 9         | 0         |       |       | 3      | 0      |
| Олимпик (Донецк)        | Вторая лига           | 2010/11 | 14        | 0         |       |       |        |        |
| Сталь (Днепродзержинск) | Вторая лига           | 2011/12 | 21        | 0         | 2     | 0     |        |        |
| Горняк (Кривой Рог)     | Вторая лига           | 2012/13 | 28        | 0         | 1     | 0     |        |        |
| Горняк (Кривой Рог)     | Вторая лига           | 2013/14 | 27        | 1         | 2     | 0     |        |        |
| Горняк (Кривой Рог)     | Первая лига           | 2014/15 | 2         | 0         |       |       |        |        |
| Ингулец                 | ААФУ                  | 2015    | 3         | 2         |       |       |        |        |
| Ингулец                 | Вторая лига           | 2015/16 | 14        | 2         | 1     | 0     |        |        |

1. 1 2  Турнир дублирующих составов Высшей лиги.
2. 1 2  Кубок украинской лиги.